# 2014–2015-ös angol labdarúgókupa
A 2014–2015-ös angol labdarúgókupa a világ legrégebbi versenysorozata, a The Football Association Challenge Cup, röviden FA-kupa 134. szezonja.

## Csapatok
| Kör          | Dátum                               | Mérkőzések száma | Csapatok | Új érkezők a körben |
| ------------ | ----------------------------------- | ---------------- | -------- | ------------------- |
| Első kör     | 2014. november 4.                   | 40               | 124 → 84 | 48: 45.–92.         |
| Második kör  | 2014. december 5.                   | 20               | 84 → 64  | –                   |
| Harmadik kör | 2015. január 2.                     | 32               | 64 → 32  | 44: 1.–44.          |
| Negyedik kör | 2015. január 27.                    | 16               | 32 → 16  | –                   |
| Ötödik kör   | 2015. február 17.                   | 8                | 16 → 8   | –                   |
| Hatodik kör  | 2015. március 10.                   | 4                | 8 → 4    | –                   |
| Elődöntő     | 2015. április 18. 2015. április 19. | 2                | 4 → 2    | –                   |
| Döntő        | 2015. május 30.                     | 1                | 2 → 1    | –                   |

## Harmadik kör
A harmadik kört 2014. december 8-án sorsolták ki, 64 csapat 32 mérkőzést játszott január elején.
| 2015. január 2. 20:45 CET |

| Cardiff City (2)               | 3 – 1               | Colchester United (3) |
| ------------------------------ | ------------------- | --------------------- |
| Ralls 34' Harris 53' Jones 60' | (1 – 0) Jegyzőkönyv | 74' Sears             |

| Cardiff City Stadion, Cardiff Nézőszám: 4 194 Játékvezető: James Linington |

| 2015. január 3. 16:00 CET |

| Barnsley (3) | 0 – 2               | Middlesbrough (2)    |
| ------------ | ------------------- | -------------------- |
|              | (0 – 0) Jegyzőkönyv | 48' Vossen 84' Ayala |

| Oakwell, Barnsley Nézőszám: 9 473 Játékvezető: Dean Whitestone |

| 2015. január 3. 16:00 CET |

| Charlton Athletic (2) | 1 – 2               | Blackburn Rovers (2) |
| --------------------- | ------------------- | -------------------- |
| Guðmundsson 55'       | (0 – 1) Jegyzőkönyv | 4' 59' Taylor        |

| The Valley, London Nézőszám: 8 727 Játékvezető: Keith Stroud |

| 2015. január 3. 16:00 CET |

| Rochdale (3)            | 1 – 0               | Nottingham Forest (2) |
| ----------------------- | ------------------- | --------------------- |
| Vincenti 12' (11-esből) | (1 – 0) Jegyzőkönyv |                       |

| Spotland Stadium, Rochdale Nézőszám: 6 791 Játékvezető: Gary Sutton |

| 2015. január 3. 16:00 CET |

| West Bromwich Albion (1)                                       | 7 – 0               | Gateshead (5) |
| -------------------------------------------------------------- | ------------------- | ------------- |
| Berahino 42' 46' 53' 90+2' Anichebe 45' Brunt 55' Morrison 79' | (2 – 0) Jegyzőkönyv |               |

| The Hawthorns, West Bromwich Nézőszám: 16 593 Játékvezető: Andy Madley |

| 2015. január 3. 16:00 CET |

| Blyth Spartans (7) | 2 – 3               | Birmingham City (2)      |
| ------------------ | ------------------- | ------------------------ |
| Dale 35' 41'       | (2 – 0) Jegyzőkönyv | 52' Novak 55' 58' Thomas |

| Croft Park, Blyth Nézőszám: 3 644 Játékvezető: Mike Jones |

| 2015. január 3. 16:00 CET |

| Rotherham United (2) | 1 – 5               | AFC Bournemouth (2)                                       |
| -------------------- | ------------------- | --------------------------------------------------------- |
| Brindley 10'         | (1 – 1) Jegyzőkönyv | 44' MacDonald 58' Stanislas 63' Fraser 67' 71' Kermorgant |

| New York Stadium, Rotherham Nézőszám: 5 875 Játékvezető: Neil Swarbrick |

| 2015. január 3. 16:00 CET |

| Huddersfield Town (2) | 0 – 1               | Reading (2)  |
| --------------------- | ------------------- | ------------ |
|                       | (0 – 0) Jegyzőkönyv | 69' Blackman |

| John Smith’s Stadium, Huddersfield Nézőszám: 7 980 Játékvezető: Phil Gibbs |

| 2015. január 3. 16:00 CET |

| Tranmere Rovers (4)    | 2 – 6               | Swansea City (1)                                              |
| ---------------------- | ------------------- | ------------------------------------------------------------- |
| Power 70' Stockton 83' | (0 – 1) Jegyzőkönyv | 34' Dyer 49' Carroll 58' Barrow 77' 90+4' Gomis 85' Routledge |

| Prenton Park, Birkenhead Nézőszám: 10 007 Játékvezető: Paul Tierney |

| 2015. január 3. 16:00 CET |

| Bolton Wanderers (2) | 1 – 0               | Wigan Athletic (2) |
| -------------------- | ------------------- | ------------------ |
| Clough 76'           | (1 – 0) Jegyzőkönyv |                    |

| Macron Stadium, Bolton Nézőszám: 16 788 Játékvezető: Phil Dowd |

| 2015. január 3. 16:00 CET |

| Millwall (2)                | 3 – 3               | Bradford City (3)       |
| --------------------------- | ------------------- | ----------------------- |
| McDonald 36' Fuller 66' 83' | (1 – 1) Jegyzőkönyv | 6' 76' Knott 70' Nelson |

| The Den, London Nézőszám: 5 470 Játékvezető: David Webb |

| 2015. január 3. 16:00 CET |

| Derby County (2)        | 1 – 0               | Southport (5) |
| ----------------------- | ------------------- | ------------- |
| Martin 90+3' (11-esből) | (0 – 0) Jegyzőkönyv |               |

| Pride Park Stadion, Derby Nézőszám: 20 201 Játékvezető: Graham Scott |

| 2015. január 3. 16:00 CET |

| Brentford (2) | 0 – 2               | Brighton & Hove Albion (2) |
| ------------- | ------------------- | -------------------------- |
|               | (0 – 0) Jegyzőkönyv | 88' Dunk 90+3' O’Grady     |

| Griffin Park, London Nézőszám: 8 542 Játékvezető: David Coote |

| 2015. január 3. 16:00 CET |

| Fulham (2) | 0 – 0               | Wolverhampton Wanderers (2) |
| ---------- | ------------------- | --------------------------- |
|            | (0 – 0) Jegyzőkönyv |                             |

| Craven Cottage, London Nézőszám: 11 879 Játékvezető: Lee Probert |

| 2015. január 3. 16:00 CET |

| Leicester City (1) | 1 – 0               | Newcastle United (1) |
| ------------------ | ------------------- | -------------------- |
| Ulloa 39'          | (1 – 0) Jegyzőkönyv |                      |

| King Power Stadion, Leicester Nézőszám: 23 212 Játékvezető: Lee Mason |

| 2015. január 3. 16:00 CET |

| Cambridge United (4)      | 2 – 1               | Luton Town (4) |
| ------------------------- | ------------------- | -------------- |
| Simpson 27' Donaldson 66' | (1 – 0) Jegyzőkönyv | 74' Harriman   |

| Abbey Stadium, Cambridge Nézőszám: 7 063 Játékvezető: Tony Harrington |

| 2015. január 3. 16:00 CET |

| Preston North End (3) | 2 – 0               | Norwich City (2) |
| --------------------- | ------------------- | ---------------- |
| Gallagher 71' 84'     | (0 – 0) Jegyzőkönyv |                  |

| Deepdale, Preston Nézőszám: 9 807 Játékvezető: Stuart Attwell |

| 2015. január 3. 16:00 CET |

| Doncaster Rovers (3) | 1 – 1               | Bristol City (3) |
| -------------------- | ------------------- | ---------------- |
| McCullough 50'       | (0 – 0) Jegyzőkönyv | 75' Smith        |

| Keepmoat Stadium, Doncaster Nézőszám: 5 671 Játékvezető: Scott Duncan |

| 2015. január 4. 14:00 CET |

| Dover Athletic (5) | 0 – 4               | Crystal Palace (1)               |
| ------------------ | ------------------- | -------------------------------- |
|                    | (0 – 2) Jegyzőkönyv | 10' 34' Dann 68' Gayle 87' Doyle |

| Crabble Athletic Ground, River Nézőszám: 5 645 Játékvezető: Andre Marriner |

| 2015. január 4. 14:00 CET |

| Queens Park Rangers (1) | 0 – 3               | Sheffield United (3)                |
| ----------------------- | ------------------- | ----------------------------------- |
|                         | (0 – 1) Jegyzőkönyv | 36' McNulty 49' 90+4' Campbell-Ryce |

| Loftus Road, London Nézőszám: 12 972 Játékvezető: Mark Clattenburg |

| 2015. január 4. 14:00 CET |

| Sunderland (1)  | 1 – 0               | Leeds United (2) |
| --------------- | ------------------- | ---------------- |
| van Aanholt 33' | (1 – 0) Jegyzőkönyv |                  |

| Stadium of Light, Sunderland Nézőszám: 30 302 Játékvezető: Mike Dean |

| 2015. január 4. 16:00 CET |

| Aston Villa (1) | 1 – 0               | Blackpool (2) |
| --------------- | ------------------- | ------------- |
| Benteke 88'     | (0 – 0) Jegyzőkönyv |               |

| Villa Park, Birmingham Nézőszám: 21 837 Játékvezető: Chris Foy |

| 2015. január 4. 16:00 CET |

| Manchester City (1) | 2 – 1               | Sheffield Wednesday (2) |
| ------------------- | ------------------- | ----------------------- |
| Milner 66' 90+1'    | (0 – 1) Jegyzőkönyv | 14' Nuhiu               |

| City of Manchester Stadium, Manchester Nézőszám: 44 309 Játékvezető: Michael Oliver |

| 2015. január 4. 16:00 CET |

| Southampton (1)  | 1 – 1               | Ipswich Town (2) |
| ---------------- | ------------------- | ---------------- |
| Schneiderlin 33' | (1 – 1) Jegyzőkönyv | 19' Ambrose      |

| St. Mary Stadion, Southampton Nézőszám: 31 201 Játékvezető: Martin Atkinson |

| 2015. január 4. 16:00 CET |

| Stoke City (1)                   | 3 – 1               | Wrexham (5)    |
| -------------------------------- | ------------------- | -------------- |
| Arnautović 80' Ireland 88' 90+4' | (0 – 0) Jegyzőkönyv | 73' Carrington |

| Britannia Stadion, Stoke-on-Trent Nézőszám: 19 423 Játékvezető: Simon Hooper |

| 2015. január 4. 16:30 CET |

| Yeovil Town (3) | 0 – 2               | Manchester United (1)    |
| --------------- | ------------------- | ------------------------ |
|                 | (0 – 0) Jegyzőkönyv | 64' Herrera 90' Di María |

| Huish Park, Yeovil Nézőszám: 9 264 Játékvezető: Craig Pawson |

| 2015. január 4. 17:00 CET |

| Chelsea (1)                    | 3 – 0               | Watford (2) |
| ------------------------------ | ------------------- | ----------- |
| Willian 58' Rémy 70' Zouma 72' | (0 – 0) Jegyzőkönyv |             |

| Stamford Bridge, London Nézőszám: 41 010 Játékvezető: Kevin Friend |

| 2015. január 4. 18:30 CET |

| Arsenal (1)                 | 2 – 0               | Hull City (2) |
| --------------------------- | ------------------- | ------------- |
| Mertesacker 20' Sánchez 82' | (1 – 0) Jegyzőkönyv |               |

| Emirates Stadion, London Nézőszám: 59 439 Játékvezető: Robert Madley |

| 2015. január 5. 20:45 CET |

| Burnley (1) | 1 – 1               | Tottenham Hotspur (1) |
| ----------- | ------------------- | --------------------- |
| Vokes 73'   | (0 – 0) Jegyzőkönyv | 56' Chadli            |

| Turf Moor, Burnley Nézőszám: 9 348 Játékvezető: Roger East |

| 2015. január 5. 20:55 CET |

| AFC Wimbledon (4) | 1 – 2               | Liverpool (1)   |
| ----------------- | ------------------- | --------------- |
| Akinfenwa 36'     | (1 – 1) Jegyzőkönyv | 12' 62' Gerrard |

| Kingsmeadow, Kingston upon Thames Nézőszám: 4 784 Játékvezető: Jonathan Moss |

| 2015. január 6. 20:45 CET |

| Everton (1)  | 1 – 1               | West Ham United (1) |
| ------------ | ------------------- | ------------------- |
| Lukaku 90+1' | (0 – 0) Jegyzőkönyv | 56' Collins         |

| Goodison Park, Liverpool Nézőszám: 22 236 Játékvezető: Anthony Taylor |

| 2015. január 6. 20:45 CET |

| Scunthorpe United (3) | 2 – 2               | Chesterfield (3)                |
| --------------------- | ------------------- | ------------------------------- |
| Davey 18' Taylor 44'  | (2 – 0) Jegyzőkönyv | 71' (11-esből) Doyle 56' O'Shea |

| Glanford Park, Scunthorpe Nézőszám: 4 307 Játékvezető: Mark Haywood |

### Újrajátszások
| 2015. január 13. 20:45 CET |

| Bristol City (3)        | 2 – 0               | Doncaster Rovers (3) |
| ----------------------- | ------------------- | -------------------- |
| Emmanuel-Thomas 36' 79' | (1 – 0) Jegyzőkönyv |                      |

| Ashton Gate, Bristol Nézőszám: 6 951 Játékvezető: Darren Bond |

| 2015. január 13. 20:45 CET |

| Chesterfield (3) | 2 – 0 (h. u.)                     | Scunthorpe United (3) |
| ---------------- | --------------------------------- | --------------------- |
| Clucas 105' 116' | (0 – 0, 0 – 0, 1 – 0) Jegyzőkönyv |                       |

| Proact Stadium, Chesterfield Nézőszám: 6 815 Játékvezető: Keith Hill |

| 2015. január 13. 20:45 CET |

| West Ham United (1)                                                             | 2 – 2 (h. u.)                     | Everton (1)                                                                 |
| ------------------------------------------------------------------------------- | --------------------------------- | --------------------------------------------------------------------------- |
| Valencia 51' Cole 113'                                                          | (0 – 0, 1 – 1, 1 – 2) Jegyzőkönyv | 82' Mirallas 97' Lukaku                                                     |
| Büntetőpárbaj                                                                   |                                   |                                                                             |
| Noble Nolan Carroll Cresswell Downing Cole Valencia Amalfitano Jenkinson Adrián | 9 – 8                             | Mirallas Naismith Lukaku Baines Oviedo Barry Stones Jagielka Coleman Robles |

| Upton Park, London Nézőszám: 25 301 Játékvezető: Neil Swarbrick |

| 2015. január 13. 20:45 CET |

| Wolverhampton Wanderers (2)        | 3 – 3 (h. u.)                     | Fulham (2)                                     |
| ---------------------------------- | --------------------------------- | ---------------------------------------------- |
| Edwards 71' 109' van La Parra 73'  | (0 – 1, 2 – 2, 2 – 2) Jegyzőkönyv | 27' 76' Woodrow 120+2' (11-esből) McCormack    |
| Büntetőpárbaj                      |                                   |                                                |
| Edwards Doherty Evans Noble Clarke | 3 – 5                             | McCormack Woodrow Stafylidis Roberts Rodallega |

| Molineux Stadion, Wolverhampton Nézőszám: 8 148 Játékvezető: David Coote |

| 2015. január 14. 20:45 CET |

| Bradford City (3)                          | 4 – 0               | Millwall (2) |
| ------------------------------------------ | ------------------- | ------------ |
| Hanson 8' Stead 17' Halliday 39' Knott 57' | (3 – 0) Jegyzőkönyv |              |

| Valley Parade, Bradford Nézőszám: 11 859 Játékvezető: James Adcock |

| 2015. január 14. 20:55 CET |

| Ipswich Town (2) | 0 – 1               | Southampton (1) |
| ---------------- | ------------------- | --------------- |
|                  | (0 – 1) Jegyzőkönyv | 19' Long        |

| Portman Road, Ipswich Nézőszám: 27 933 Játékvezető: Graham Scott |

| 2015. január 14. 21:00 CET |

| Tottenham Hotspur (1)                            | 4 – 2               | Burnley (1)           |
| ------------------------------------------------ | ------------------- | --------------------- |
| Paulinho 10' Capoue 45+2' Chiricheș 49' Rose 52' | (2 – 2) Jegyzőkönyv | 3' Sordell 8' Wallace |

| White Hart Lane, London Nézőszám: 24 367 Játékvezető: Craig Pawson |

## Negyedik kör
A negyedik kört 2015. január 5-én sorsolták ki, 32 csapat 16 mérkőzést játszott január végén.
| 2015. január 23. 20:55 CET |

| Cambridge United (4) | 0 – 0               | Manchester United (1) |
| -------------------- | ------------------- | --------------------- |
|                      | (0 – 0) Jegyzőkönyv |                       |

| Abbey Stadium, Cambridge Nézőszám: 7 987 Játékvezető: Chris Foy |

| 2015. január 24. 13:45 CET |

| Blackburn Rovers (2)              | 3 – 1               | Swansea City (1) |
| --------------------------------- | ------------------- | ---------------- |
| Taylor 23' Gestede 78' Conway 89' | (1 – 1) Jegyzőkönyv | 21' Sigurðsson   |

| Ewood Park, Blackburn Nézőszám: 5 928 Játékvezető: Craig Pawson |

| 2015. január 24. 16:00 CET |

| Southampton (1)   | 2 – 3               | Crystal Palace (1)          |
| ----------------- | ------------------- | --------------------------- |
| Pellè 9' Dann 16' | (2 – 3) Jegyzőkönyv | 11' 39' as-Samáh 21' Sanogo |

| St. Mary Stadion, Southampton Nézőszám: 31 320 Játékvezető: Jonathan Moss |

| 2015. január 24. 16:00 CET |

| Chelsea (1)            | 2 – 4               | Bradford City (3)                              |
| ---------------------- | ------------------- | ---------------------------------------------- |
| Cahill 21' Ramires 38' | (2 – 1) Jegyzőkönyv | 41' Stead 75' Morais 82' Halliday 90+4' Yeates |

| Stamford Bridge, London Nézőszám: 41 014 Játékvezető: Andre Marriner |

| 2015. január 24. 16:00 CET |

| Derby County (2)    | 2 – 0               | Chesterfield (3) |
| ------------------- | ------------------- | ---------------- |
| Bent 20' Hughes 82' | (1 – 0) Jegyzőkönyv |                  |

| iPro Stadium, Derby Nézőszám: 28 392 Játékvezető: David Webb |

| 2015. január 24. 16:00 CET |

| Preston North End (3) | 1 – 1               | Sheffield United (3) |
| --------------------- | ------------------- | -------------------- |
| Gallagher 19'         | (1 – 0) Jegyzőkönyv | 68' De Girolamo      |

| Deepdale, Preston Nézőszám: 28 392 Játékvezető: David Webb |

| 2015. január 24. 16:00 CET |

| Birmingham City (2) | 1 – 2               | West Bromwich Albion (1) |
| ------------------- | ------------------- | ------------------------ |
| Grounds 45+1'       | (1 – 2) Jegyzőkönyv | 25' 35' Anichebe         |

| St Andrew's, Birmingham Nézőszám: 28 438 Játékvezető: Mark Clattenburg |

| 2015. január 24. 16:00 CET |

| Cardiff City (2) | 1 – 2               | Reading (2)                 |
| ---------------- | ------------------- | --------------------------- |
| Jones 25'        | (1 – 0) Jegyzőkönyv | 64' Norwood 88' Robson-Kanu |

| Cardiff City Stadion, Cardiff Nézőszám: 11 750 Játékvezető: Lee Probert |

| 2015. január 24. 16:00 CET |

| Tottenham Hotspur (1)   | 1 – 2               | Leicester City (1)      |
| ----------------------- | ------------------- | ----------------------- |
| Townsend 19' (11-esből) | (1 – 0) Jegyzőkönyv | 83' Ulloa 90+2' Schlupp |

| White Hart Lane, London Nézőszám: 35 548 Játékvezető: Robert Madley |

| 2015. január 24. 16:00 CET |

| Sunderland (1) | 0 – 0               | Fulham (2) |
| -------------- | ------------------- | ---------- |
|                | (0 – 0) Jegyzőkönyv |            |

| Stadium of Light, Sunderland Nézőszám: 22 961 Játékvezető: Anthony Taylor |

| 2015. január 24. 16:00 CET |

| Manchester City (1) | 0 – 2               | Middlesbrough (2)      |
| ------------------- | ------------------- | ---------------------- |
|                     | (0 – 0) Jegyzőkönyv | 53' Bamford 90+3' Kike |

| City of Manchester Stadium, Manchester Nézőszám: 44 836 Játékvezető: Phil Dowd |

| 2015. január 24. 16:00 CET |

| Liverpool (1) | 0 – 0               | Bolton Wanderers (2) |
| ------------- | ------------------- | -------------------- |
|               | (0 – 0) Jegyzőkönyv |                      |

| Anfield, Liverpool Nézőszám: 43 847 Játékvezető: Kevin Friend |

| 2015. január 26. 21:00 CET |

| Rochdale (3) | 1 – 4               | Stoke City (1)                               |
| ------------ | ------------------- | -------------------------------------------- |
| Bennett 78'  | (0 – 1) Jegyzőkönyv | 4' Krkić 52' Ireland 61' Moses 90+3' Walters |

| Spotland Stadium, Rochdale Nézőszám: 7 443 Játékvezető: Martin Atkinson |

### Újrajátszások
| 2015. február 3. 20:45 CET |

| Fulham (2)    | 1 – 3               | Sunderland (1)                                    |
| ------------- | ------------------- | ------------------------------------------------- |
| Rodallega 28' | (1 – 0) Jegyzőkönyv | 61' Bettinelli 75' Álvarez 90+3' (11-esből) Gómez |

| Craven Cottage, London Nézőszám: 14 777 Játékvezető: Paul Tierney |

| 2015. február 3. 20:45 CET |

| Sheffield United (3) | 1 – 3               | Preston North End (3)                       |
| -------------------- | ------------------- | ------------------------------------------- |
| Murphy 38'           | (1 – 0) Jegyzőkönyv | 63' 73' (11-esből) Gallagher 69' Huntington |

| Bramall Lane, Sheffield Nézőszám: 13 161 Játékvezető: Lee Probert |

| 2015. február 3. 21:05 CET |

| Manchester United (1)        | 3 – 0               | Cambridge United (4) |
| ---------------------------- | ------------------- | -------------------- |
| Mata 25' Rojo 32' Wilson 73' | (2 – 0) Jegyzőkönyv |                      |

| Old Trafford, Manchester Nézőszám: 74 511 Játékvezető: Jonathan Moss |

| 2015. február 4. 20:45 CET |

| Bolton Wanderers (2)      | 1 – 2               | Liverpool (1)               |
| ------------------------- | ------------------- | --------------------------- |
| Guðjohnsen 59' (11-esből) | (0 – 0) Jegyzőkönyv | 86' Sterling 90+1' Coutinho |

| Macron Stadium, Bolton Nézőszám: 22 171 Játékvezető: Roger East |

## Ötödik kör
Az ötödik kört 2015. január 26-án sorsolták ki, 16 csapat 8 mérkőzést játszott február közepén.
| 2015. február 14. 13:45 CET |

| West Bromwich Albion (1)                | 4 – 0               | West Ham United (1) |
| --------------------------------------- | ------------------- | ------------------- |
| Ideye 20' 57' Morrison 42' Berahino 72' | (2 – 0) Jegyzőkönyv |                     |

| The Hawthorns, West Bromwich Nézőszám: 19 956 Játékvezető: Martin Atkinson |

| 2015. február 14. 16:00 CET |

| Blackburn Rovers (2)                      | 4 – 1               | Stoke City (1) |
| ----------------------------------------- | ------------------- | -------------- |
| King 36' 50' 55' Gestede 45+7' (11-esből) | (2 – 1) Jegyzőkönyv | 10' Crouch     |

| Ewood Park, Blackburn Nézőszám: 13 934 Játékvezető: Anthony Taylor |

| 2015. február 14. 16:00 CET |

| Derby County (2) | 1 – 2               | Reading (2)                |
| ---------------- | ------------------- | -------------------------- |
| Bent 61'         | (0 – 0) Jegyzőkönyv | 53' Robson-Kanu 82' Yakubu |

| iPro Stadium, Derby Nézőszám: 21 337 Játékvezető: Craig Pawson |

| 2015. február 14. 18:30 CET |

| Crystal Palace (1) | 1 – 2               | Liverpool (1)             |
| ------------------ | ------------------- | ------------------------- |
| Campbell 15'       | (1 – 0) Jegyzőkönyv | 49' Sturridge 58' Lallana |

| Selhurst Park, London Nézőszám: 20 391 Játékvezető: Robert Madley |

| 2015. február 15. 13:30 CET |

| Aston Villa (1)         | 2 – 1               | Leicester City (1) |
| ----------------------- | ------------------- | ------------------ |
| Bacuna 68' Sinclair 89' | (0 – 0) Jegyzőkönyv | 90+1' Kramarić     |

| Villa Park, Birmingham Nézőszám: 28 098 Játékvezető: Mark Clattenburg |

| 2015. február 15. 15:30 CET |

| Bradford City (3)   | 2 – 0               | Sunderland (1) |
| ------------------- | ------------------- | -------------- |
| O'Shea 3' Stead 61' | (1 – 0) Jegyzőkönyv |                |

| Coral Windows Stadium, Bradford Nézőszám: 24 021 Játékvezető: Kevin Friend |

| 2015. február 15. 17:00 CET |

| Arsenal (1)    | 2 – 0               | Middlesbrough (2) |
| -------------- | ------------------- | ----------------- |
| Giroud 27' 29' | (2 – 0) Jegyzőkönyv |                   |

| Emirates Stadion, London Nézőszám: 59 823 Játékvezető: Mike Dean |

| 2015. február 16. 20:45 CET |

| Preston North End (3) | 1 – 3               | Manchester United (1)                          |
| --------------------- | ------------------- | ---------------------------------------------- |
| Laird 47'             | (0 – 0) Jegyzőkönyv | 65' Herrera 72' Fellaini 87' (11-esből) Rooney |

| Deepdale, Preston Nézőszám: 21 348 Játékvezető: Phil Dowd |

## Hatodik kör
A hatodik kört (negyeddöntők) 2015. február 16-án sorsolták ki, 8 csapat 4 mérkőzést játszott március elején.
| 2015. március 7. 13:45 CET |

| Bradford City (3) | 0 – 0               | Reading (2) |
| ----------------- | ------------------- | ----------- |
|                   | (0 – 0) Jegyzőkönyv |             |

| Coral Windows Stadium, Bradford Nézőszám: 24 321 Játékvezető: Neil Swarbrick |

| 2015. március 7. 18:30 CET |

| Aston Villa (1)        | 2 – 0               | West Bromwich Albion (1) |
| ---------------------- | ------------------- | ------------------------ |
| Delph 51' Sinclair 85' | (0 – 0) Jegyzőkönyv |                          |

| Villa Park, Birmingham Nézőszám: 39 592 Játékvezető: Anthony Taylor |

| 2015. március 8. 17:00 CET |

| Liverpool (1) | 0 – 0               | Blackburn Rovers (2) |
| ------------- | ------------------- | -------------------- |
|               | (0 – 0) Jegyzőkönyv |                      |

| Anfield, Liverpool Nézőszám: 43 820 Játékvezető: Andre Marriner |

| 2015. március 9. 20:45 CET |

| Manchester United (1) | 1 – 2               | Arsenal (1)             |
| --------------------- | ------------------- | ----------------------- |
| Rooney 29'            | (1 – 1) Jegyzőkönyv | 25' Monreal 61' Welbeck |

| Old Trafford, Manchester Nézőszám: 74 285 Játékvezető: Michael Oliver |

### Újrajátszások
| 2015. március 16. 20:45 CET |

| Reading (2)                           | 3 – 0               | Bradford City (3) |
| ------------------------------------- | ------------------- | ----------------- |
| Robson-Kanu 6' McCleary 9' Mackie 68' | (2 – 0) Jegyzőkönyv |                   |

| Madejski Stadium, Reading Nézőszám: 22 908 Játékvezető: Mike Jones |

| 2015. április 8. 20:45 CET |

| Blackburn Rovers (2) | 0 – 1               | Liverpool (1) |
| -------------------- | ------------------- | ------------- |
|                      | (0 – 0) Jegyzőkönyv | Coutinho 70'  |

| Ewood Park, Blackburn Nézőszám: 28 415 Játékvezető: Kevin Friend |

## Elődöntők
Az elődöntőket 2015. március 9-én sorsolták ki, a mérkőzéseket április 18-án és 19-én játsszák.
| 2015. április 18. 20:45 CET |

| Reading (2)  | 1 – 2 (h. u.)       | Arsenal (1)        |
| ------------ | ------------------- | ------------------ |
| McCleary 54' | (0 – 1) Jegyzőkönyv | 40' 105+1' Sánchez |

| Wembley Stadion, London Nézőszám: 84, 081 Játékvezető: Martin Atkinson |

| 2015. április 19. 20:45 CET |

| Aston Villa (1)       | 2 – 1               | Liverpool (1) |
| --------------------- | ------------------- | ------------- |
| Benteke 36' Delph 54' | (1 – 1) Jegyzőkönyv | 30' Coutinho  |

| Wembley Stadion, London Nézőszám: 85, 416 Játékvezető: Michael Oliver |

## Döntő
| 2015. május 30. 18:00 CEST |

|  | – |  |
|  | - |  |
|  |   |  |

| Wembley, London |

## Külső hivatkozások
- Az FA-kupa a thefa.com-on